# Yehiel De-Nur

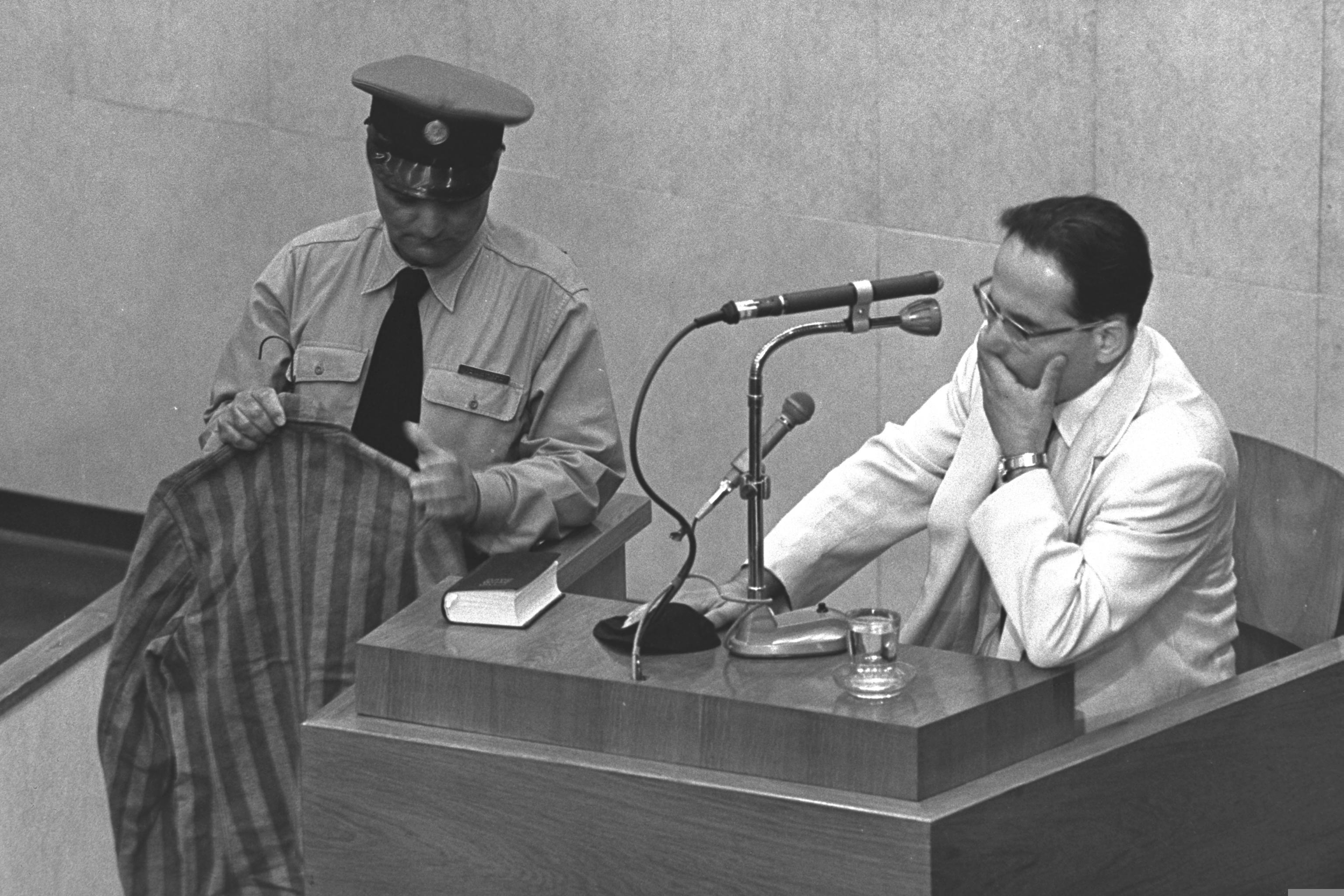
Yehiel De-Nur testimonia al processo contro Adolf Eichmann

Yehiel De-Nur (Sosnowiec, 16 maggio 1909 – Tel Aviv, 17 luglio 2001) è stato uno scrittore polacco naturalizzato israeliano di lingua yiddish.

## I tre nomi
Lo scrittore Yehiel De-Nur aveva tre nomi: il primo nome era Yehiel Feiner, con cui era nato nel 1909 a Sosnowiec, in Polonia. Il secondo nome era Ka-Tzetnik 135633. K.Z. (Ka-tzet nella pronuncia tedesca), sono le iniziali di Konzentrationslager (campo di concentramento). Ogni prigioniero di un K.Z. era soprannominato "Ka-tzetnik numero..." - il numero personale di matricola tatuato sul braccio sinistro. Il terzo nome fu Yehiel De Nur, adottato dopo il trasferimento in Israele, adeguandosi alla consuetudine, allora molto diffusa, di ebraicizzare i cognomi.

## Opere
Ha scritto nel 1955 La casa delle bambole (libro che ha ispirato il nome del gruppo musicale Joy Division). Sono seguiti altri libri fra cui Piepel e La fenice venuta dal lager. Il tema centrale è la sconvolgente esperienza nel campo di sterminio nazista di Auschwitz nel quale lo scrittore era stato rinchiuso. I suoi testi, conosciuti in tutto il mondo, hanno avuto un ruolo centrale nella formazione degli adolescenti israeliani del dopoguerra, tanto è vero che esiste un premio letterario biennale, intestato allo scrittore e consegnato dal Presidente della Repubblica.

## Critiche
Non sono comunque mancate critiche riguardo alla crudezza presente nelle sue opere e a un certo indulgere sugli aspetti sessuali (prostituzione, abusi sui bambini) al limite della pornografia. Molto schivo nella vita privata tanto da non voler mai apparire in pubblico, fu costretto a uscire dalla sua riservatezza quando fu testimone chiave al processo Eichmnann del 1961. In tale circostanza, lo scrittore, nel rievocare l'esperienza nel campo di concentramento di Auschwitz svenne per la tensione e l'immagine del suo corpo disteso fece il giro del mondo.

## Morte
Morì di cancro a Tel Aviv, il 17 luglio 2001.